# Brahmenau
Brahmenau è un comune di 902 abitanti  della Turingia, in Germania.
Appartiene al circondario (Landkreis) di Greiz (targa GRZ) ed è parte della comunità amministrativa (Verwaltungsgemeinschaft) di Am Brahmetal.